# Gory Konovalova
Die Gory Konovalova (englische Transkription von russisch Горы Коновалова Gory Konowalowa) sind eine Gruppe von Hügeln an der Küste des ostantarktischen Enderbylands. Sie ragen am Kopfende der Freeth Bay unmittelbar östlich des Campbell-Gletschers auf. 
Russische Wissenschaftler benannten sie. Der Namensgeber ist nicht überliefert.